# Ricardo Codorníu y Stárico
Ricardo Codorníu y Stárico (Cartagena, 1846-Murcia, 1923) fue un ingeniero de montes, ecologista y esperantista español conocido como el apóstol del árbol.

## Biografía
Nació el 6 de junio de 1846 en Cartagena. Cursó sus estudios elementales en el Instituto San Isidro de Madrid y, tras un fallido intento por ser guardiamarina, cursó la carrera de ingeniero de Montes en Madrid. Al licenciarse, ingresó en el Cuerpo de Ingenieros de Montes el día 1 de abril de 1871.
Desde niño fue muy aficionado a las ciencias naturales y muy especialmente a los árboles y las aves. Su familia gozó de gran influencia política, intelectual y económica. Era nieto por línea materna de Miguel Andrés Stárico Pescetto, comerciante y político de Cartagena con orígenes familiares en Génova y que reunió un gran patrimonio durante la desamortización. Su abuelo paterno fue Manuel Codorníu y Ferreras, médico militar, senador y diputado. Fue además suegro del político Juan de la Cierva y Peñafiel y abuelo del inventor del autogiro Juan de la Cierva y Codorníu y del abogado y político Ricardo de la Cierva y Codorníu.
En 1871 contrajo matrimonio con la también cartagenera Mercedes Bosch y Bienert, con la que forma una familia compuesta por ocho hijos.
Se jubiló en 1913, después de 43 años de actividad profesional.
Falleció a los setenta y siete años de edad en Murcia.

## Las aves
En 1919 escribe dos textos con las aves como protagonistas. Uno de ellos fue Las golondrinas: tragicomedia de malas costumbres, y el otro sería Charlas sobre aves I, la primera de sus once conferencias que en 1920, se reunirían en un libro dedicado al mundo de las aves. Las charlas se denominaron: El equilibrio de los seres, Generalidades sobre aves, El plumaje, Nidos, Emigraciones, Fotografías de aves, La conquista del pájaro, Protección a las aves útiles, El día del pájaro, Nidos artificiales y Aves murcianas.

Si las aves saben conmover el alma halagando nuestro oído, nuestra vista halla en ellas especial recreo y, con ningún otro grupo de las especies naturales, por vasto que sea, sucede otro tanto. Desde luego, sólo éste presenta tan gallardas formas, tan rico y brillante colorido.
Ricardo Codorníu y Stárico

## Reforestación

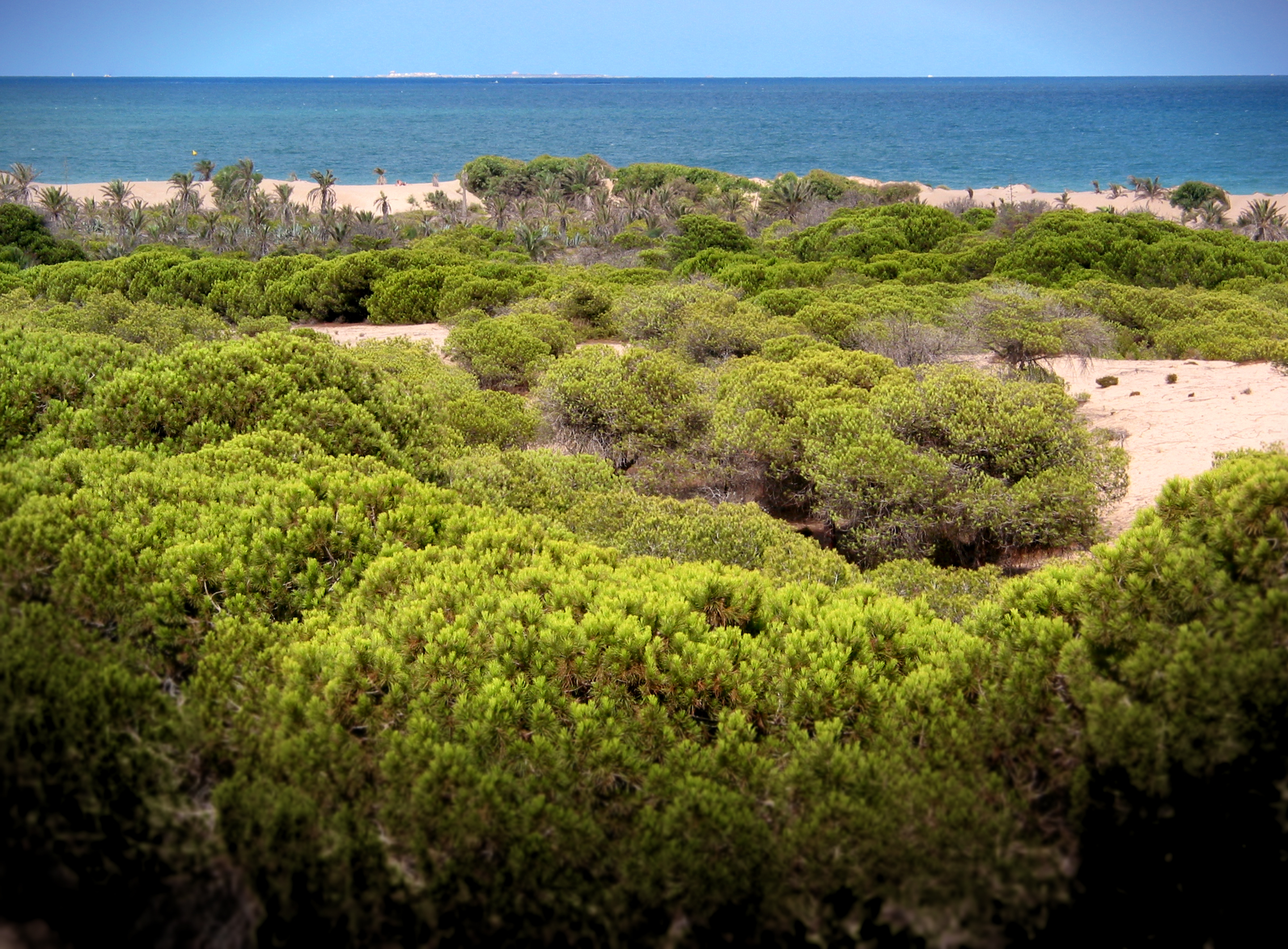
Pinada de Guardamar del Segura.

Entre sus trabajos más destacados se puede mencionar la reforestación completa de Sierra Espuña en la Región de Murcia, labor que comenzó en 1889, así como la restauración de la pinada de Guardamar del Segura, trabajo que se realizó como método para contener el imparable avance de las dunas que amenazaban el pueblo.

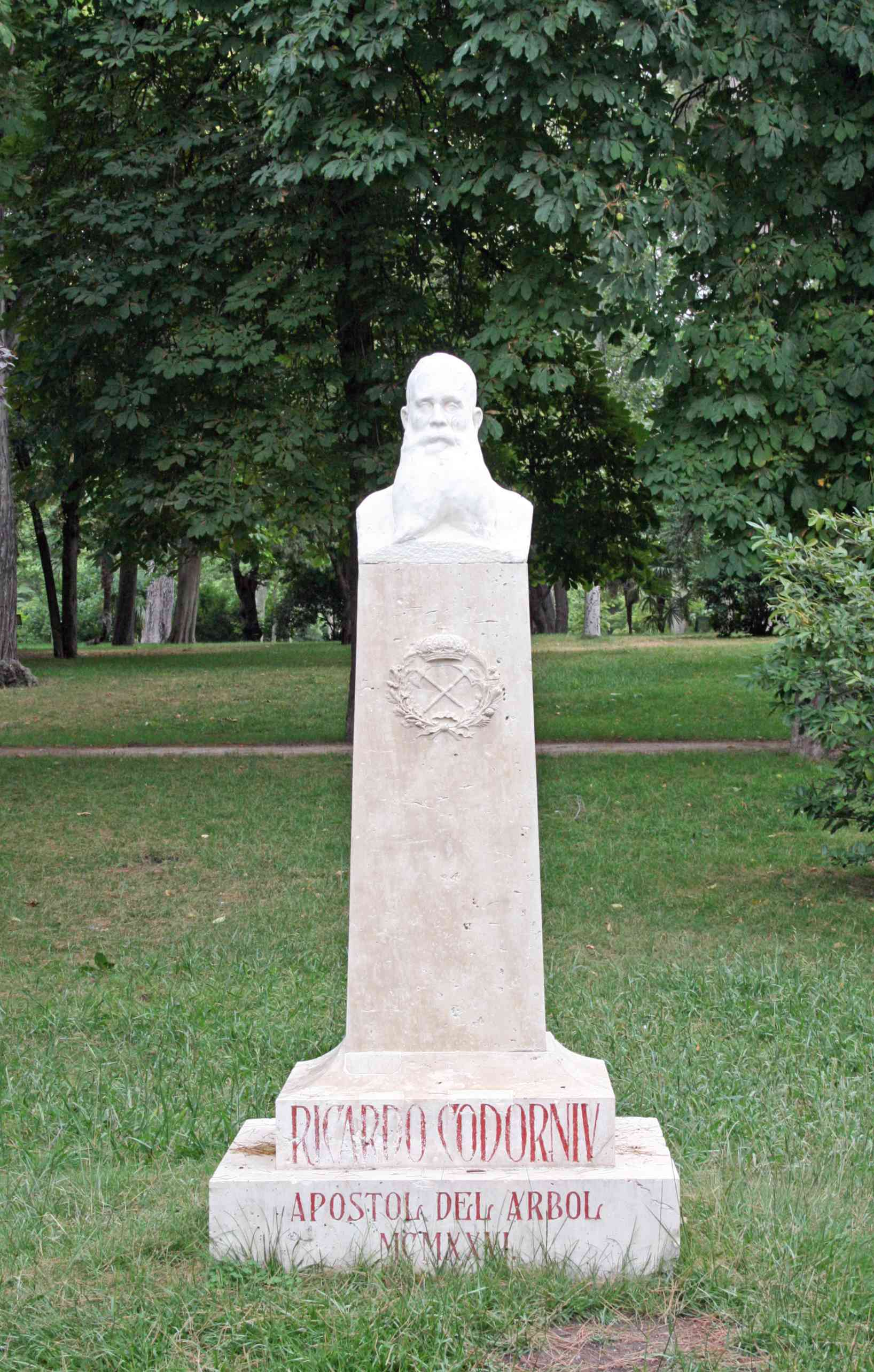
Monumento a Ricardo Codorníu en los jardines del Retiro de Madrid.

En esta misma línea, editó en 1915 una Guía del Parque de Ruiz Hidalgo en Murcia, con motivo de unos paseos botánicos organizados por él para instruir sobre las diferentes especies arbóreas. Fue escrita tras realizar “paseos-conferencia” por el parque seis años después de inaugurarse este. Según dice el propio Codorníu: “tendré imitadores que escriban otras análogas”. La importancia de la guía no sólo estriba en ser el primer documento de este género que se escribe en España, sino que además es una herramienta de gran utilidad para informarse de la composición y estado del parque en sus primeros años de existencia.
Al tiempo, funda la revista España Forestal y colabora con la Revista de Montes.
 

Entre sus gentes era conocido como "el viejo cartagenero" por su dedicación al medio ambiente y por su defensa de los bosques pasaría a la historia como el "apóstol del árbol". En 1911 fundó la Sociedad Española de Amigos del Árbol, en Barcelona, asociación a ejemplo de la creada en Estados Unidos en 1872, y que generalizó la celebración anual de la Fiesta del Árbol. En 1904 por Real Decreto se declara la utilidad de la fiesta para fomentar la repoblación forestal y la implicación de la ciudadanía en esa labor. Su pensamiento puede enmarcarse dentro del movimiento regeneracionista que se extendió en la España de finales del siglo XIX.

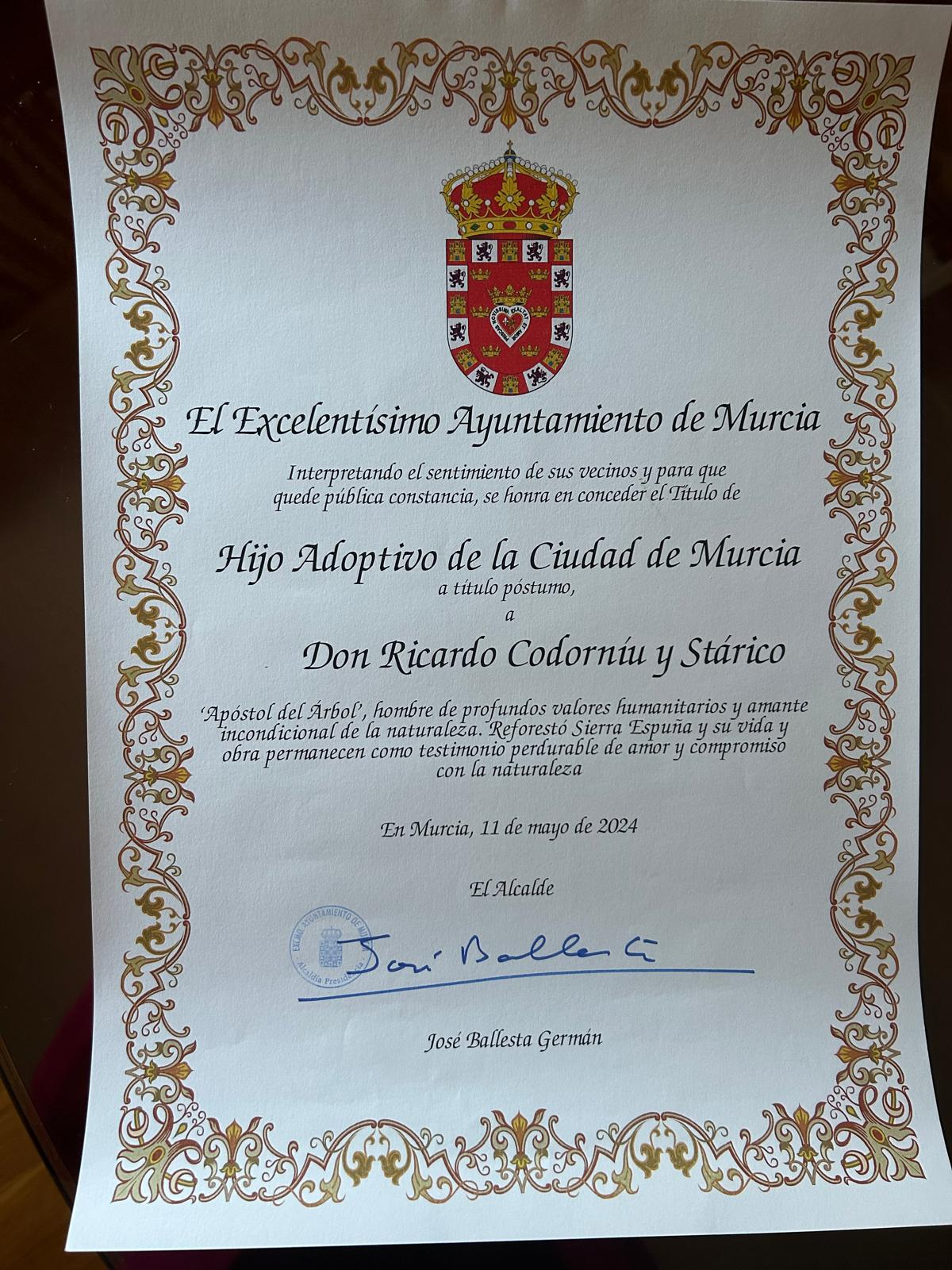
Hijo predilecto de la ciudad de Murcia

## Esperantista
Fue también un destacado esperantista; el esperanto nació con la idea de servir de entendimiento a toda la población mundial. En 1902, fundó la Sociedad Murciana de Esperanto, con sede en su propia casa y pronto surgieron grupos esperantistas en varios puntos de Murcia (Águilas, Cartagena, Lorca…) y comenzaron a abrirse escuelas donde se impartía esa lengua. Codorníu fundó y editó varias revistas escritas íntegramente en esperanto que se distribuían en España y Europa. Su fuerte dedicación y entrega a esta causa lograron que, a principios del siglo XX, Murcia se convirtiese en uno de los focos más importantes del movimiento esperantista en España.
Fue el primer presidente de la Sociedad Española para la Propaganda del Esperanto, la primera asociación española esperantista.

## Reconocimientos
Toda su intensa labor a favor de la naturaleza fue reconocida con condecoraciones como la gran cruz de Isabel la Católica, la cruz del Mérito Agrario y la encomienda de Alfonso XII. El 11 de mayo de 2024, el Ayuntamiento de Murcia concedió póstumamente a Codorníu una medalla de oro y le nombró hijo adoptivo de la ciudad debido a su destacada labor en el ámbito de la reforestación y plantación de árboles, entre otros logros.
En los jardines del Parque del Retiro de Madrid, en el paseo Julio Romero de Torres, se ubica una escultura que le dedicaron sus compañeros del Cuerpo Nacional de Ingenieros. Fue levantada en 1926 y su autor fue Ignacio Pinazo Martínez.

## Libros
- Bagatelas forestales : 1914 y 1915. Madrid : [s.n.] 1916 (Madrid : Imp. Alemana-Fuencarral, 136).[19]
- Más bagatelas forestales : 1916 á 1918. 1918. Madrid : [s.n.], (Imp. Alemana-Fuencarral).[20]
- Doce árboles, narraciones dedicadas a sus doce nietos.[21]